# Латур, Иосиф Онуфриевич
Иосиф (Иосиф-Карл) Онуфриевич Латур (Йозеф (Йозеф Кароль) Латур, пол. Józef Karol Latour; 29 мая 1853, Любар — 4 сентября 1933 или 4 мая 1933, Варшава) — русский и польский военный деятель и педагог, генерал-лейтенант (1911), генерал дивизии Войска польского (1918/1923), директор Оренбургского кадетского корпуса (1906—1908) и Ярославского кадетского корпуса (1908—1911).

## Биография
Родился 20 мая 1853 года в Любаре. 
По окончании Петровской Полтавской военной гимназии в 1872 году, поступил учиться в Павловское военное училище, откуда в 1874 году был выпущен подпоручиком в 36-й пехотный Орловский полк. Затем в шести с половиной лет служил младшим офицером Чугуевского пехотного юнкерского училища, затем — воспитателем и ротным командиром Нижегородского кадетского корпуса (1885—1895 годы). За это время повышался в звании: поручик (1877), штабс-капитан (1881), капитан (1988), подполковник (1891), полковник (1895).
В 1884 году И. О. Латур составил чертежи ротного учения к военному уставу 1881 года.
Чин генерал-майора получил 4 марта 1906 года, и с этого момента по 8 августа 1908 года Иосиф Онуфриевич являлся директором Оренбургского Неплюевского кадетского корпуса, а с 8 августа 1908 по 2 октября 1911 года — директором Ярославского кадетского корпуса. 21 октября 1911 года был произведен в генерал-лейтенанты и уволен с военной службы с мундиром и пенсией.
В числе наград И. О. Латура были медали и ордена Российской империи: Святого Станислава 2-й и 3-й степеней, Святой Анны 2-й и 3-й степеней и Святого Владимира 3-й и 4-й степеней.
В 1918 году эмигрировал в Варшаву, где поступил на службу в Войско польское тем же чином (генерал-поручик; в 1920 году утверждён, в 1923 году, уже находясь в отставке, переименован в генералы дивизии). С декабря 1918 года служил в научно-образовательном отделе польского военного министерства членом Научного совета и начальником секции офицерских школ; внёс вклад в становление системы польского военного образования. В апреле 1921 года вышел в отставку.  
Уже находясь в отставке, был награждён следующими наградами:
- Офицер ордена Почётного легиона (Франция, 28 мая 1921)
- Медаль Победы (Польша; 1925)
- Командорский крест ордена Возрождения Польши (7 ноября 1925)
- Крест Независимости (20 декабря 1932)

Скончался Латур 4 сентября 1933 года в Варшаве и был похоронен на Военном кладбище в Повонзках.